# Felsen-Hasenohr
Das Felsen-Hasenohr (Bupleurum petraeum) ist eine Pflanzenart aus der Gattung der Hasenohren (Bupleurum) innerhalb der Familie der Doldenblütler (Apiaceae). Es besiedelt die montane bis alpine Höhenstufe der Süd- und Ostalpen.

## Beschreibung

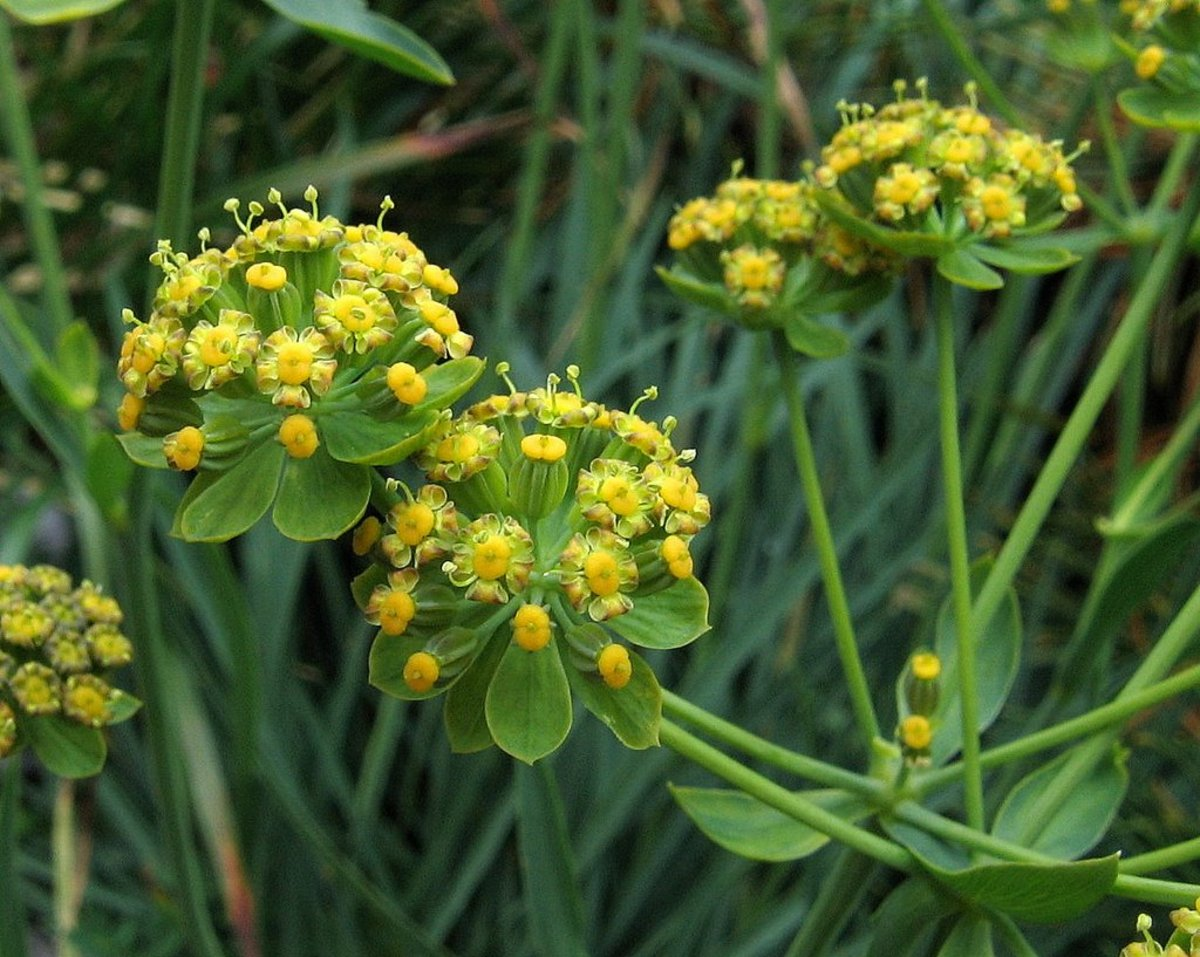
Döldchen

### Vegetative Merkmale
Das Felsen-Hasenohr wächst als ausdauernde, leuchtend-grün erscheinende, krautige Pflanze. Seine Wuchshöhe variiert zwischen 20 und 50 Zentimetern. Es besitzt gewöhnlich mehrere aufrecht und unverzweigt wachsende Stängel. Am Grund sind diese mit bräunlichen und zurückgeschlagenen abgestorbenen Laubblattscheiden bedeckt. Die grundständigen, sich bogig herabkrümmenden Laubblätter sind schopfig-rosettig in wechselständiger Blattstellung angeordnet. Sie sitzen der Sprossachse an. Die grasähnliche Blattspreite besitzt im unteren Teil 9 bis 11 parallel verlaufende Nerven, im oberen 3 bis 5 Nerven. Sie ist mit etwa 10 bis 30 Zentimeter Länge und 0,3 bis 0,5 Zentimeter Breite linealisch ausgestaltet. Die kürzeren und breiteren, lanzettlichen Stängelblätter besitzen einen bisweilen annähernd herzförmigen Grund. Sie sind stängelumfassend. Gewöhnlich wird ein einziges Stängelblatt pro Pflanze ausgebildet.

### Generative Merkmale
Die Blüten des Felsen-Hasenohrs stehen in Doppeldolden zusammengefasst, welche 5 bis 15 etwa 10 Zentimeter lange Strahlen besitzen. Die dicklichen Strahlen sind ungleich lang. Die Dolde wird von drei bis sechs lineal-lanzettlichen Hüllblättern umgeben. Das Hüllchen der vielblütigen Döldchen setzt sich aus fünf bis zehn elliptisch-zugespitzten Hüllchenblättchen zusammen. Diese variieren in Form und Größe, jedoch sind sie gewöhnlich länger als die Döldchen. Sie können frei oder am Grund leicht verwachsen sein. Die Blütenstiele sind doppelt bis dreimal so lang wie die Blüten. Die zwittrige und fünfzählige Einzelblüte besitzt keinen Kelch. Die fünf Kronblätter sind gelb gefärbt, 1 bis 1,25 Millimeter lang, quadratisch bis rundlich und haben eine fast quadratisches eingeschlagenes Läppchen. Das Griffelpolster ist fast kegelförmig. Die Blütezeit erstreckt sich von Juli bis August.
Die Frucht, eine 5 bis 6 Millimeter lange geflügelte Doppelachäne, ist unbehaart und zeigt eine glänzend braun-schwarze Farbe. Sie besitzt gelblich-braune Hauptrippen, wobei in jeder Rippe stets ein enger Ölkanal sitzt.

### Chromosomenzahl
Die Chromosomenzahl beträgt 2n = 14.

## Blütenbiologie
Das Felsen-Hasenohr wird von Insekten bestäubt. Es verfügt über mehrere Mechanismen, potenzielle Bestäuber anzulocken: Die Anhäufung kleiner Blüten in den endständigen Doldenschirmen übt auf mögliche Bestäuber eine Signalwirkung aus. Unterstützt wird diese durch die Gelbfärbung der Kronblätter und auch durch das vom Griffelpolster abgesonderte süße Sekret.

## Vorkommen

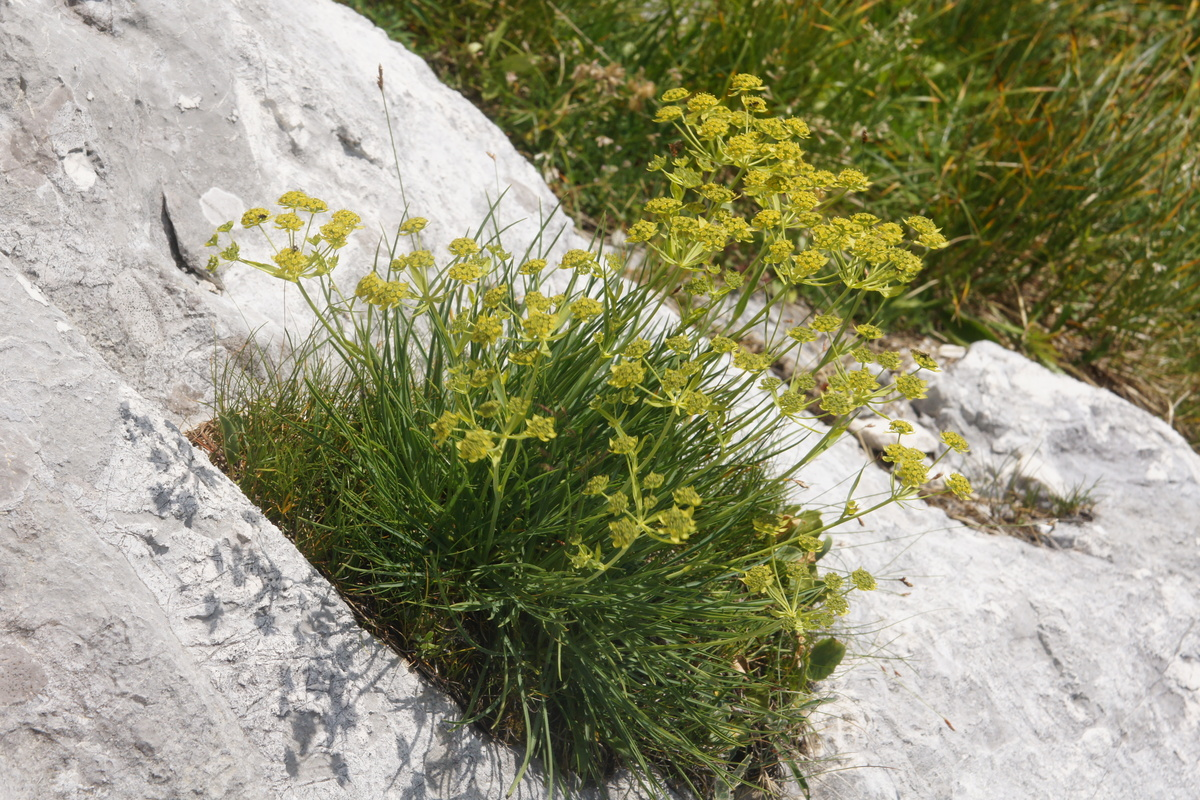
Habitus und Blütenstände im Habitat

Das Felsen-Hasenohr ist in den Süd- und Ostalpen beheimatet. Sein Verbreitungsgebiet verläuft  von den französischen Seealpen über die Karnischen Alpen bis zu den Steiner Alpen. Sein Verbreitungsgebiet umfasst die Länder Frankreich, Italien, Österreich, Slowenien und Kroatien.
Die stärkste Verbreitung erreicht das Felsen-Hasenohr in den Süd- und Westalpen. Es besiedelt dort auf kalkhaltigem Untergrund Polsterseggenrasen, Felsspalten und steinige Stellen in Höhenlagen zwischen 1300 und 2200 (3000 ?) Metern. In den Steiner Alpen steigt die Art bis 2200 Meter auf.

## Taxonomie
Die Erstveröffentlichung von Bupleurum petraeum erfolgte 1753 durch Carl von Linné in Species Plantarum, Tomus I, Seite 236.